# Abu Nidal
Sabrí Khalil al-Banna (àrab: صبري خليل البنا, Ṣabrī Ḫalīl al-Bannā), més conegut pel nom de guerra Abu Nidal (àrab: أبو نضال, Abū Niḍāl) (Jaffa, maig de 1937 - Bagdad, 16 d'agost de 2002), fou un destacat líder palestí.

## Biografia
La família al-Banna era un dels clans més rics, i amos d'horts de taronges, de Jaffa, al Mandat Britànic de Palestina. Sabri Khalil havia nascut el 1937 i amb la seva família va fugir a l'exili el 1948 a al-Burekh, un campament de refugiats a la Franja de Gaza i després a Nablus a Cisjordània, la qual va caure sota el control del Regne de Jordània. Al-Banna va realitzar els seus estudis secundaris a Nablus, i després va estudiar dos anys a la Universitat del Caire, però no va assolir la seva llicenciatura en enginyeria.
Quan tenia 18 anys al-Banna es va afiliar al Partit Baas, i va ser un activista amb el grup fins a la seva prohibició el 1957 pel rei Hussein I. Després al-Banna es va traslladar a l'Aràbia Saudita, i el 1960 va començar treballar com a pintor i electricista. Segons els dos relats més coneguts de la vida d'Abu Nidal, hi ha disputes al voltant de la seva localització en aquell període. Patrick Seale va escriure que vivia a Riad, mentre que Yossi Melman creu que va estar a Gidda. Al-Banna va treballar per a la companyia petroliera Aramco.
Abu Nidal va fer viatges anuals de tornada a la ciutat de la seva joventut, Nablus, des de l'Aràbia Saudita, on va conèixer la seva dona, Hiyam al-Bitar.

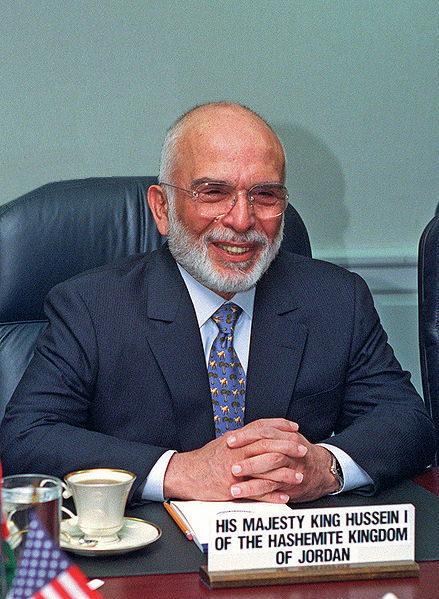
El rei Hussein I de Jordània el 1997.

A l'Aràbia Saudita, Abu Nidal va participar en la creació d'un petit grup de joves palestins que es deien a si mateixos l'Organització Palestina Secreta. Aquest activisme li va costar la feina i la casa: Aramco el va acomiadar i el govern saudita el va empresonar i després el va expulsar
Va tornar a Nablus amb la seva dona i la seva família i es va unir a les files de Fatah de Yasser Arafat a l'OLP. Ocupat en feines ocasionals, es va dedicar a la política palestina sense ser especialment actiu. El seu activisme es va intensificar notablement després de la Guerra dels Sis Dies el 1967 i la victòria d'Israel que es va annexionar els Alts del Golan, Cisjordània i la Franja de Gaza. Yossi Melman escriu que " l'entrada dels tancs Tsahal a Nablus va ser una experiència traumàtica per a ell. La conquesta el va estimular a l'acció (p. 52).
Fins a la Guerra dels Sis Dies el juny de 1967 no exercia cap càrrec en el grup. Després de la guerra al-Banna va fugir de la Cisjordània ocupada a l'altre costat del riu Jordà.

### Impex
Al-Banna es va establir a Amman, la capital de Jordània, i va obrir una companyia comercial anomenada Impex, un negoci tapadora de Fatah. Durant aquell període, aquest va triar el sobrenom Abu Nidal, un costum comú en molts països àrabs, però també entre els fedaïns, els guerrillers de Fatah i altres grups militants palestins. El nom significa «Pare de Nidal», i certament el seu primer fill dugué el nom de Nidal. Però nial és una paraula en àrab que vol dir lluita; així doncs el sobrenom significa «pare de la lluita». Però Abu Nidal no va ser un comandant de guerrillers qualificat, i en comptes de participar en els actes violentes de Fatah, treballava per a l'organització en obres d'administració. Segons Patrick Seale, Abu Nidal mai va sortir de la seva oficina durant les batalles entre combatens de Fatah i l'exèrcit jordà., (p. 70).
Impex era aprofitada per Abu Nidal i Fatah per fer negocis veritables i guanyar diners, però també per amagar les activitats del grup armat. Amb Impex i després altres companyies similars Abu Nidal aconseguí esdevenir un home de negocis ric amb interessos legals, però també ocultar els seus negocis de xantatge, mercenarisme, i altres actes violents enllaçats segons els seus objectius polítics.

### Nomenament de Salah Khalaf abans de Setembre Negre
El 1968, durant els esdeveniments de Karamé, al-Banna va rebre la designació de delegat oficial de Fatah a Khartum, la capital del Sudan, i després de dos anys, el juliol de 1970 va ser nomenat per al mateix càrrec, però més cobejat, a Bagdad. L'home que responia per això en ambdós casos era el tercer en la línia de comandament a Fatah, Salah Khalaf, conegut habitualment com a Abu Iyad.
Abu Iyad va nomenar Abu Nidal el 1968 com a representant de Fatah a Khartum al Sudan, després (a insistència d'Abu Nidal) ocuparà el mateix càrrec a Bagdad el juliol de 1970, dos mesos abans dels fets del Setembre Negre, quan, després de més de 10 dies de lluita i la pèrdua de milers de vides, l'exèrcit del rei Hussein va expulsar els fedayins palestins de Jordània. Patrick Seale escriu que l'absència d'Abu Nidal de Jordània en aquest moment, quan era clar que el rei Hussein anava a prendre mesures contra els palestins, va donar lloc a la sospita en el moviment que només pensava en la seva pròpia supervivència.

### Primera operació
Poc després dels fets del Setembre Negre, Abu Nidal va començar a acusar l'OLP de covardia per les ones de la seva emissora de ràdio a l'Iraq, la Veu de Palestina, per acordar un alto el foc amb el rei Hussein. Durant el Tercer Congrés de Fatah el 1971 a Damasc, Abu Nidal es va unir a l'escriptor i activista palestí Naji Allush i Abu Daud (líder de l'organització Setembre Negre, responsable de la massacre de Múnic de 1972), per demanar més democràcia a Fatah i venjança contra el rei Hussein.

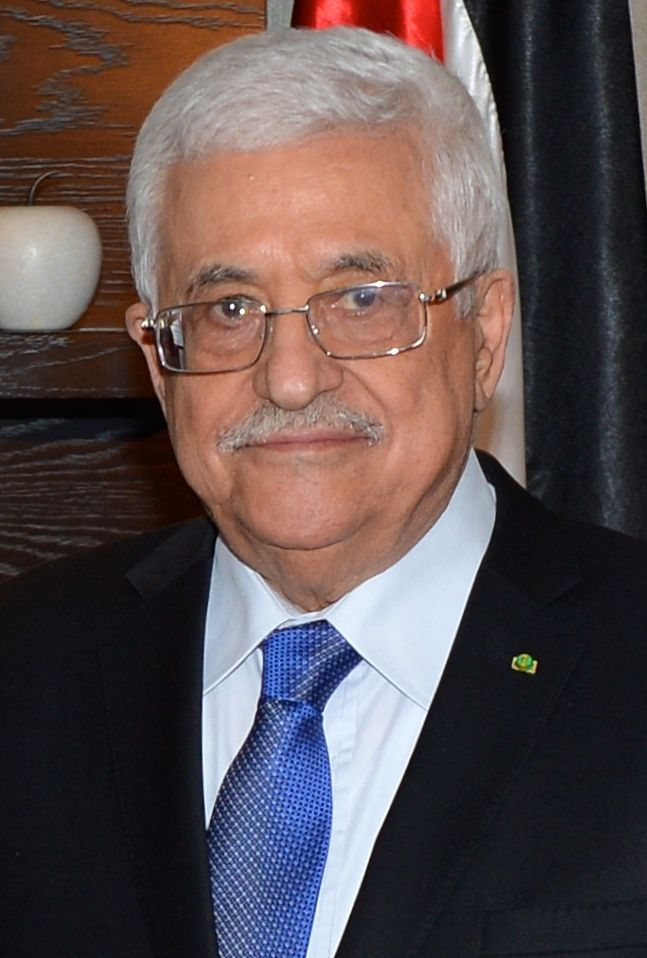
Mahmud Abbas, president de l'Autoritat Palestina, el 2014.

El febrer de 1973, Abu Daud va ser arrestat a Jordània per un intent d'assassinat del rei Hussein. Això va portar a Abou Nidal a realitzar la seva primera operació, anomenada «Al-'Iqab» («el càstig»): el 5 de setembre de 1973, cinc homes armats van entrar a l'ambaixada de l'Aràbia Saudita a París, van prendre quinze persones com a ostatges i van amenaçar de volar l'edifici si Abu Daud no era alliberat. Dos dies després, els ostatges van volar a Kuwait en un avió de Syrianair, encara mantenint com a ostatges cinc persones, i després a Riad, amenaçant amb llançar els ostatges a l'aire des de l'avió. El 8 de setembre, es van rendir i van alliberar els ostatges. Abu Daud va ser alliberat dues setmanes després; Patrick Seale explica que el govern kuwaití va pagar al rei Hussein 12 milions de dòlars per aquest llançament.
El dia de l'atac, 56 caps d'estat es van reunir a Alger per a la Conferència del Moviment de Països No-alineats. Segons Patrick Seale, l'operació contra l'ambaixada saudita havia estat ordenada pel president iraquià Ahmad Hassan al-Bakr, com a desviació de la conferència, perquè estava gelós que Algèria l'acollia. Patrick Seale afegeix que un dels presoners va admetre que li havien demanat que volés amb els ostatges fins al final de la conferència.
Abu Nidal havia dut a terme aquesta operació sense l'acord de Fatah. Abu Iyad (adjunt d'Arafat) i Mahmud Abbas (posteriorment president de l'Autoritat Palestina), van volar a l'Iraq per raonar amb Abu Nidal sobre l'impacte negatiu de la presa d'ostatges en el moviment. Abu Iyad va dir a Patrick Seale que va dir un funcionari iraquià present a la reunió: «Per què estàs atacant a Abu Nidal? Va ser la nostra operació! Li havíem demanat que ens ho organitzés». Això va enfuriar Mahmud Abbas i el va fer sortir de la reunió amb els altres representants de l'OLP. Patrick Seale escriu que a partir d'aleshores, l'OLP va considerar que Abu Nidal estava sota el control del govern iraquià.

### Expulsió de Fatah
Dos mesos després, el novembre de 1973 (just després de la Guerra del Yom Kippur a l'octubre), l'Organització Abu Nidal va segrestar el vol KLM 861, aquesta vegada com a Organització de la Joventut Nacionalista Àrab. Fatah estava discutint la celebració d'una conferència de pau a Ginebra; l'objectiu del segrest era evitar que s'hi dediquessin. En resposta, Yasser Arafat va expulsar Abu Nidal de l'OLP (març de 1974)
L'octubre de 1974, Abu Nidal va fundar l'Organització Abu Nidal i la va anomenar Consell Revolucionari de Fatah. El novembre d'aquell any, un tribunal de Fatah el va condemnar a mort en absència per un intent d'assassinat de Mahmud Abbas. Patrick Seale escriu que és poc probable que Abu Nidal planegés matar Mahmud Abbas i igualment poc probable que Fatah volgués executar Abu Nidal. Va ser convidat a venir a Beirut per discutir la condemna a mort i se li va permetre marxar, però era obvi que ara era «persona non grata». Com a resultat, els iraquians li van transferir tots els actius de Fatah a l'Iraq, incloent un camp d'entrenament, una granja, un diari, una emissora de ràdio, passaports, estudis a l'estranger i altres 15 milions de dòlars en armes. També va rebre les contribucions que l'Iraq va fer a l'OLP: uns 150,000 dòlars al mes i un pagament únic de 3-5 milions de dòlars.
Patrick Seale diu que als reclutes se'ls va demanar que anotés els esdeveniments de les seves vides, inclosos els noms i adreces de familiars i amics, i després signessin un document acceptant la seva execució si descobrien contactes espia. Si eren sospitats, havien de reescriure tota la història sense discrepàncies. El diari de l'organització, Filastin al-Thawra, anunciava regularment l'execució de traïdors. Abu Nidal creia que el grup havia estat infiltrat per agents israelians i hi havia la sensació que Israel podria haver utilitzat l'Organització Abu Nidal per soscavar grups palestins més moderats. Els experts en terrorisme consideren que la idea que el mateix Abu Nidal és un agent d'aquest tipus és «descabellat».

### Comitè de Justícia Revolucionària
Hi va haver relats de purgues durant els anys 70 i 80. S'informa que uns 600 agents de l'ISIS van ser assassinats al Líban i Líbia, inclosos 171 en una sola nit el novembre de 1987. Segons els informes, van ser alineats, afusellats i llançats a una fossa comuna. S'ha informat que desenes van ser segrestats a Síria i assassinats al camp de refugiats de Badawi. Abu Daud va dir a Patrick Seale que la majoria de les decisions d'execució les va prendre Abu Nidal «al mig de la nit després de beure's una ampolla sencera de whisky». Les purgues van portar a Atif Abu Bakr, cap de l'oficina política de l'Organització Abu Nidal, a desertar el 1989 per tornar a Fatah.
Els membres eren torturats habitualment pels «Comitè de Justícia Revolucionària» fins que confessessinn la seva deslleialtat. Patrick Seale informa dels següents relats de tortura: la suspensió d'un home nu, assotat fins que quedi inconscient, revifat amb aigua freda i després les seves ferides untades amb sal o pebre; presumptament, un presoner nu va ser col·locat per la força al pneumàtic d'un cotxe amb l'esquena i les cames al descobert, després va ser batejat amb sang, les seves ferides untades amb sal i finalment van reviure en aigua freda; els testicles es podrien fregir en oli o degotejar plàstic fos sobre la pell. Entre els interrogatoris, els presoners eren lligats en minúscules cel·les. Si les cel·les estiguessin plenes, Patrick Seale escriu que es podrien enterrar amb una pipa a la boca per respirar i beure; i si Abu Nidal decidia matar-los, es disparava una bala directament a la cara.

## L'organització Abu Nidal

### Tipus d'organització
A més del Consell Revolucionari de Fatah, també s'ha autodenominat l'Organització Abu Nidal: Moviment d'Alliberament Nacional Palestí, Juny Negre (per a operacions contra Síria), Setembre Negre (per a operacions contra Jordània), Brigades Revolucionàries Àrabs, Organització Revolucionària de Musulmans Socialistes, Revolució Egípcia, Egipte Revolucionari, «Al-'Asifa » (« tempesta», nom utilitzat també per Fatah), «Al-'Iqab» («el càstig») i l'Organització de la Joventut Nacionalista Àrab El Departament d'Estat dels EUA ha anomenat el Fatah-RC «una de les organitzacions terroristes més perilloses de l'Orient Mitjà».
El grup havia tingut fins a 500 membres, reclutats entre homes joves dels camps de refugiats palestins i del Líban, on se'ls va prometre un bon sou i ajuda per tenir cura de les seves famílies. Eren enviats a camps d'entrenament en un o altre dels països que en aquell moment donaven suport a l'organització (Síria, Iraq o Líbia) i s'organitzaven en petites cèl·lules. Un cop compromesos, no van poder abandonar l'organització, afirmen As'ad Abu Khalil i Michael Fischbach. L'organització va assolir un domini total sobre els seus membres, que li deuen una obediència absoluta. Un membre li va dir a Patrick Seale que abans d'anar a l'estranger se li va dir: «Si diem "Beu alcohol", fes-ho. Si diem " Casar-se", troba una dona i casa't amb ella. Si diem " No tenir un fill" has d'obeir. Si diem "Aneu a matar el rei Hussein", has d'estar preparat per sacrificar-te!»
La Direcció d'Intel·ligència es va crear el 1985 per supervisar les operacions especials. Tenia quatre subcomissions: el Comitè de Missions Especials, el Comitè d'Intel·ligència Exterior, el Comitè de Contraintel·ligència i el Comitè Libanès. Dirigit per Abd el-Rahman Isa, el membre actiu més antic de l'Organització d'Abu Nidal - Patrick Seale escriu que no anava afaitat i d'aspecte desordenat, però encantador i persuasiu - la Direcció va mantenir entre 30 i 40 persones a l'estranger per tractar amb l'Abu. Els dipòsits d'armes de l'Organització Nidal a diferents països. Va formar personal, va gestionar passaports i visats i va investigar la seguretat als aeroports i ports. Els seus membres no tenien permís per visitar les cases dels altres, i se suposava que ningú fora de la Direcció havia de saber qui n'era membre.
Abd el-Rahman Isa va ser degradat el 1987 perquè Abu Nidal va sentir que s'havia acostat massa a altres figures de l'Organització. Sempre ràpid a castigar els seus membres humiliant-los, Abu Nidal va insistir que romangués a la Direcció d'Intel·ligència, obligant-lo a treballar sota les ordres dels seus antics subordinats, que, segons Patrick Seale, van rebre instruccions de tractar-lo amb menyspreu.

### Comitè de Missions Especials
La feina del Comitè de Missions Especials era triar objectius. Va prendre forma en el Comitè Militar, encapçalat per Naji Abu al-Fawaris, que va dirigir l'atac a Heinz Nittel, líder de la Lliga d'Amistat Austro-Israeliana, assassinat a trets el 1981. El 1982 el Comitè es va convertir en el Comitè de Missions Especials, encapçalat pel D Ghassan al-Ali, que va néixer a Cisjordània i es va educar a Anglaterra, on va obtenir una llicenciatura i un màster en química i es va casar amb una dona britànica (de qui va més tard es va divorciar). Un antic membre de l'organització Abu Nidal va dir a Patrick Seale que Ghassan al-Ali era un partisà ""les operacions més extremes i temeràries"".

## Operacions i relacions
La llista d'atacs atribuïts a l'Organització Abu Nidal sota els seus diferents noms és llarga però molt incerta. Tal com va assenyalar Abu Bakr a l'entrevista al diari saudita Al-Hayat, molts dels atacs que afirmava no li serien atribuïbles i, per contra, els atacs no reivindicats es podrien atribuir a ell. Així, suposadament, va aprofitar repetidament operacions en les quals no estava involucrat, com l'Atemptat del Grand Hotel de Brighton el 1984, el desastre de Valley Parade el 1985, l'assassinat de Zafir al-Masri, l'alcalde de Nablus (assassinat pel Front Popular per a l'Alliberament de Palestina (FPLP), segons Patrick Seale). Patrick Seale escriu que també va donar a entendre que ell estava darrere de l'accident del transbordador espacial Challenger el 1986, en publicar un missatge de felicitació a la revista de l'Organització Abu Nidal.
De fet, establir una llista exhaustiva i exacta (perquè està documentada) és una tasca gairebé impossible; només els podem atribuir a ell. Alguns països, com França o les monarquies de la Península Aràbiga, haurien conclòs acords secrets amb Abu Nidal protegint-los dels seus atacs. Patrick Seale, el biògraf d'Abu Nidal, va escriure sobre aquests atacs que ""la seva crueltat cega portava la signatura d'una operació típica d'Abu Nidal"". Va ser un patriota convertit en psicòpata, va escriure David Hirst a The Guardian. "" Només va servir els seus interessos, els seus impulsos morbosos que el van empènyer a cometre crims odiosos. Era el mercenari perfecte"".

### Operacions contra representants de l'OLP
El 1978, diversos assassinats de representants oficials de l'OLP, en particular a Europa, seran assignats a l'Organització Abou Nidal el 4 de gener de 1978, Saïd Hammami, representant oficial de l'OLP a Gran Bretanya, és assassinat al seu despatx de Londres. El 16 de juny de 1978, Ali Yassin, representant de l'OLP a Kuwait, és assassinat fora de casa seva; l'OLP acusarà «criminals covards defensats, acollits i dirigits pels serveis d'intel·ligència iraquians » El 3 d'agost de 1978, Ezzedine Kalak, representant de l'OLP a França, va ser assassinat, juntament amb el seu ajudant Adnan Hammad, al seu despatx del boulevard Haussmann de París i l'assassinat atribuït a l'Organització Abu Nidal. El mateix any se li van atribuir altres assassinats de representants de l'OLP a Brussel·les, Roma i Madrid. el11 de juny de 1981, és el torn de Naïm Khader, representant de l'OLP a Bèlgica i autoritats europees, de ser assassinat al carrer, a la sortida de casa seva a Ixelles. Aquest assassinat es va atribuir finalment a Black June, una branca de l'Organització Abu Nidal. El 19 d'octubre de 1981, Majed Abu Sharar, representant de l'OLP, va ser assassinat per l'explosió d'una bomba al seu hotel de Roma i l'atac va ser reclamat per telèfon per Al-'Asifa, un grup adscrit a l'Organització Abu Nidal.

### Shlomo Argov

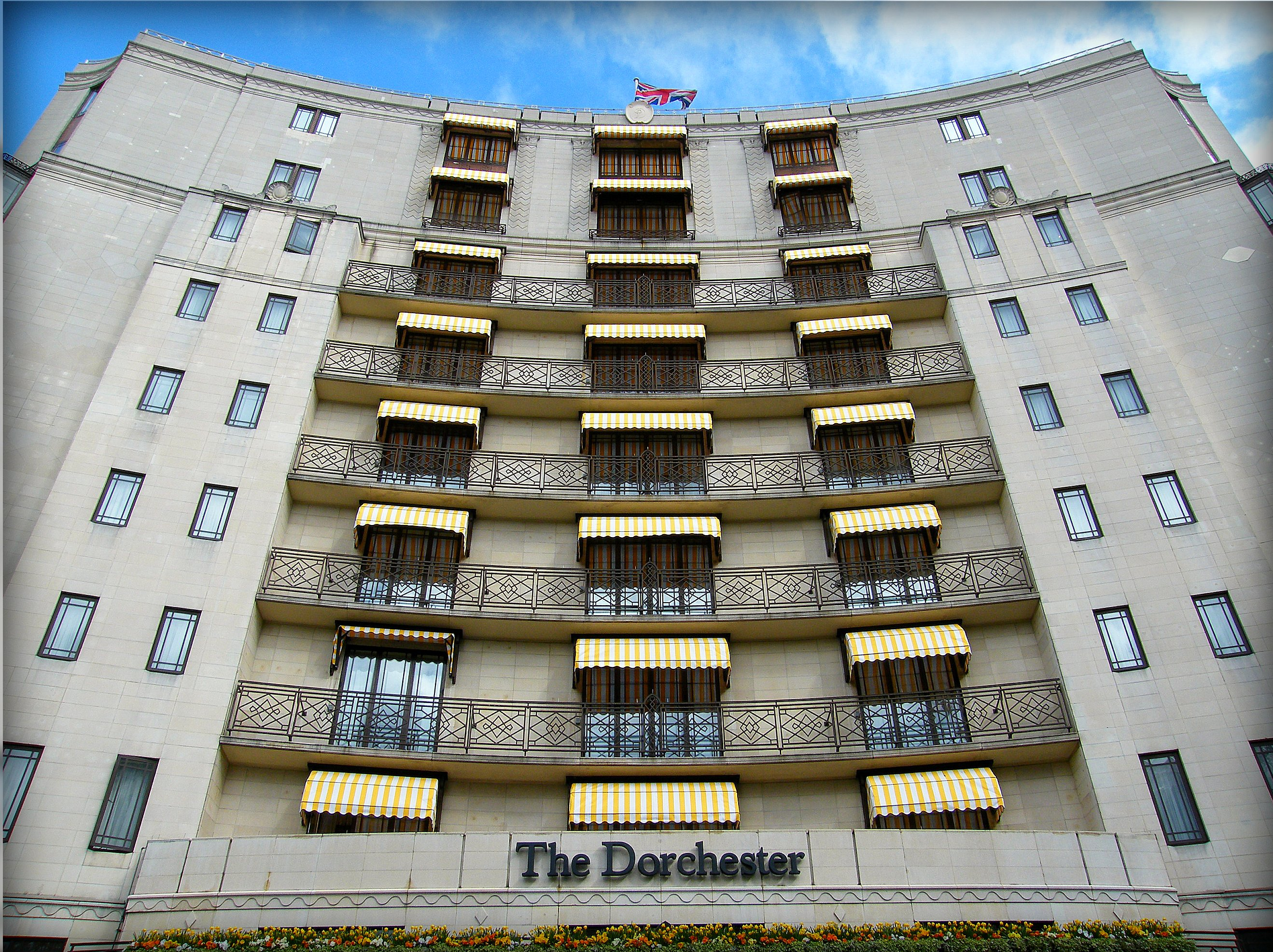
Shlomo Argov va rebre un tret al cap quan sortia de l'hotel Dorchester, a Park Lane, Londres.

El 3 de juny de 1982, Hussein Ghassan Said, un agent de l'Organització Abu Nidal, va disparar al cap Shlomo Argov, l'ambaixador d'Israel a Gran Bretanya. Hussein Said anava acompanyat per Nawaf al-Rosan, un oficial del servei secret iraquià, i Marwan al-Banna, cosí d'Abu Nidal. Shlomo Argov va sobreviure després de passar tres mesos en coma i va romandre discapacitat fins a la seva mortfebrer 2003febrer 2003. L'OLP va rebutjar ràpidament qualsevol responsabilitat per l'atac.
Ariel Xaron, aleshores ministre de Defensa israelià, va respondre tres dies més tard amb la invasió del Líban on tenia la seu de l'OLP. Una reacció que Abou Nidal havia previst, sosté Patrick Seale. El govern israelià s'havia preparat per a la invasió i Abu Nidal va proporcionar el pretext. Der Spiegel va argumentar en una entrevista d'octubre de 1985 que l'assassinat de Shlomo Argov, quan sabia que Israel es preparava per atacar l'OLP al Líban, el va fer semblar que treballava per als israelians, des del punt de vista de Yasser Arafat. Ell va respondre:
| « | El que Arafat diu de mi no em preocupa. No només ell, sinó també tota una llista de líders àrabs i mundials, que afirmen que sóc un agent dels sionistes o de la CIA. Altres diuen que sóc un mercenari a sou dels serveis secrets francesos i del KGB soviètic. Els darrers rumors són que sóc un agent de Khomeini. Durant un temps van dir que érem espies del règim iraquià. Ara diuen que som agents sirians... molts psicòlegs i sociòlegs del bloc soviètic van intentar examinar aquest home, Abu Nidal. Volien trobar un punt feble en el seu caràcter. El resultat va ser zero. | » |

### Rue des Rosiers
El 29 d'agost de 1982, a l'hora de dinar, un grup d'homes armats i emmascarats va irrompre al restaurant Jo Goldenberg, rue des Rosiers de París, hi va llançar una granada i després va disparar contra la multitud de clients asseguts i transeünts. El balanç d'aquest atac serà de 6 morts i 22 ferits. La investigació, després de seguir el rastre dels irlandesos de Vincennes o la d'un grup neonazi, finalment tornarà a on va començar: a l'Organització Abu Nidal. L'any 2015, els tribunals francesos van emetre ordres internacionals de detenció contra tres membres de l'organització.

### Roma i Viena
L'operació més notòria d'Abu Nidal va ser l'atemptat de 1985 als aeroports de Roma i Viena (p. 246) A les 8:15 GMT, el27 desembre27 de desembre, quatre homes armats van obrir foc contra el taulell de vendes d'El Al a l'aeroport Leonardo da Vinci de Fiumicino de Roma, matant 16 persones i ferint 99 més. A l'aeroport de Viena-Schwechat, minuts més tard, tres homes van llançar granades als passatgers que esperaven als taulells per facturar un vol a Tel-Aviv, matant 4 persones i ferint-ne 39 més. Segons Patrick Seale, als pistolers se'ls va dir que la gent vestida de civil eren pilots israelians que tornaven d'una missió d'entrenament (p. 244).
Tant Àustria com Itàlia havien participat en intents d'organitzar converses de pau. Fonts properes a Abu Nidal van dir a Patrick Seale que els serveis secrets libis havien proporcionat les armes. El mal fet a l'OLP va ser enorme segons Abu Iyad, el diputat de Iasser Arafat. La majoria de la gent d'Occident i fins i tot molts àrabs no podien distingir entre l'Organització Abu Nidal i Fatah, va dir. "Quan passen coses tan horribles, la gent comuna només pot pensar que tots els palestins són delinqüents".

### Bombardeig de Líbia per part dels Estats Units

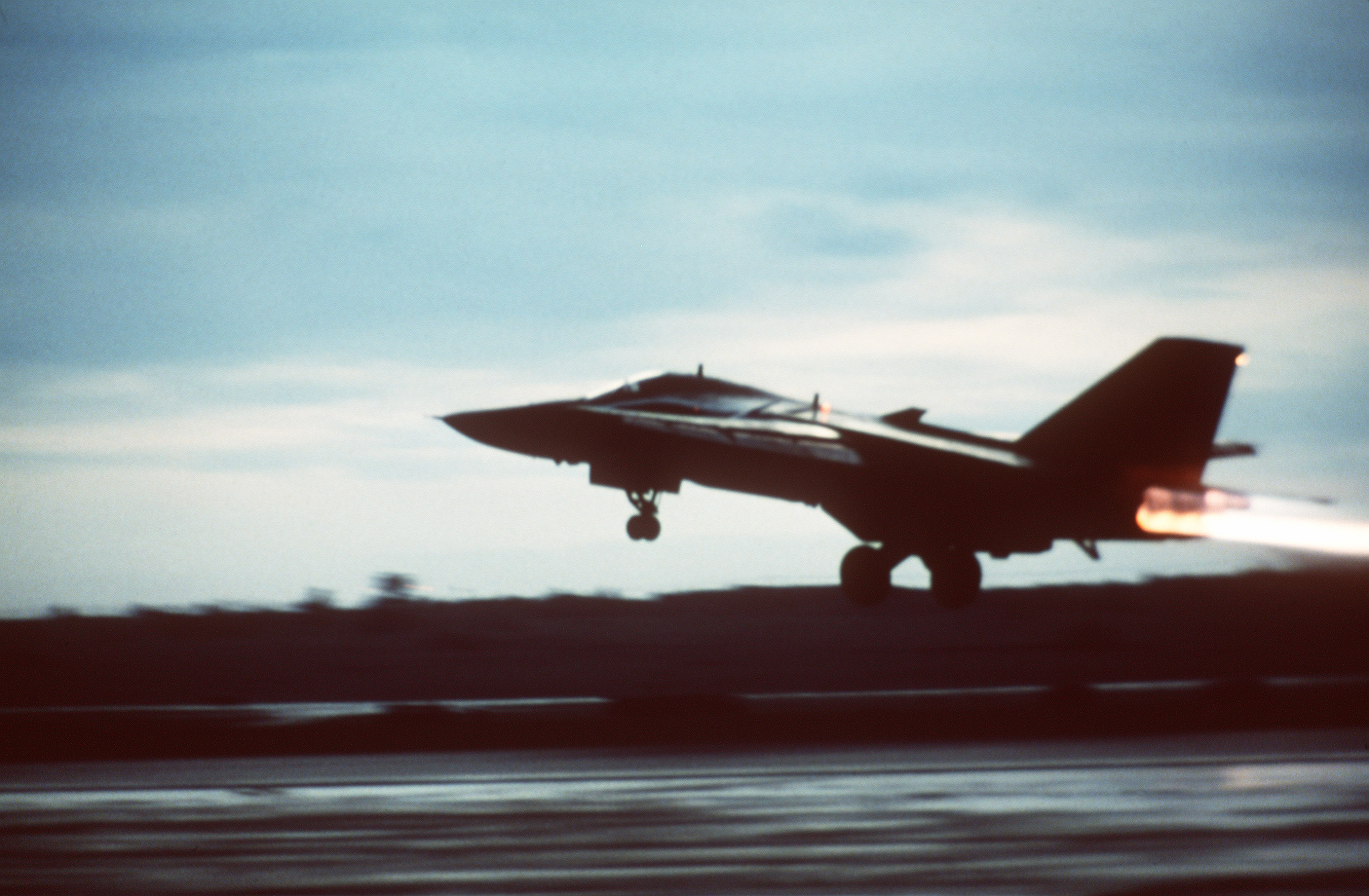
Un bombarder F-111F que enlairava des de la RAF Lakenheath a Anglaterra el 14 d'abril de 1986 per bombardejar Líbia.

El 15 d'abril de 1986, els Estats Units estaven llançant un atac aeri des de bases britàniques contra Trípoli i Bengasi a Líbia, matant unes 100 persones, com a represàlia per l'atemptat am bomba en una discoteca a Berlin, freqüentat per personal militar dels Estats Units. Entre els morts en el bombardeig hi havia Hanna Gaddafi, la filla adoptiva del líder libi Moammar al-Gaddafi. S'ha informat que altres dos dels seus fills van resultar ferits.
El periodista britànic Alec Collett, que va ser segrestat a Beirut al març, va ser penjat després de l'atac aeri d'agents de l'Organització Abu Nidal; les seves restes es van trobar a Vall de la Bekaa el novembre de 2009. Els cossos de dos professors britànics, Leigh Douglas i Philip Padfield, i un nord-americà, Peter Kilburn, van ser trobats en un poble prop de Beirut el 17 d'abril de 1986; les Cèl·lules Àrabs Fedayin, una organització adscrita a la d'Abu Nidal, van reivindicar la responsabilitat dels assassinats. El periodista britànic John McCarthy va ser segrestat el mateix dia.

### L'Afer Hindawi
El 17 d'abril de 1986, el dia que es van trobar els cossos dels professors i John McCarthy va ser segrestat, Ann Marie Murphy, una noia irlandesa embarassada, va ser detinguda a l'Aeroport de Londres-Heathrow amb una bomba Semtex al fons fals d'una de les seves maletes. Estava a punt d'embarcar en un vol d'El Al de Nova York a Tel-Aviv via Londres. La maleta l'havia fet el seu promès jordà, Nizar Hindawi, que li havia dit que s'uniria a ella a Israel on es casarien.
Segons Yossi Melman, Abu Nidal havia recomanat Nizar Hindawi al Servei Secret sirià. Patrick Seale escriu que la bomba havia estat fabricada pel comitè tècnic d'Abu Nidal, que l'havia lliurat al servei d'intel·ligència de l'aviació siriana. Va ser enviat a Londres amb una bossa diplomàtica i lliurat a Nizar Hindawi. Segons Patrick Seale, es creu àmpliament que l'intent de bombardeig va ser com a resposta a l'aterratge accidental d'Israel dos mesos abans d'un avió que transportava oficials sirians a Damasc, que Israel creu que transportava líders palestins.

### Vol Pan Am 73
El 5 de setembre de 1986, quatre terroristes de l'Organització Abu Nidal van segrestar el vol Pan Am 73 a l'aeroport internacional de Jinnah a Karachi, Pakistan, de camí a Bombai des de Nova York, portant 389 passatgers i membres de la tripulació durant setze hores a l'asfalt abans de detonar granades a la cabina. Neerja Bhanot, l'assistent de cabina del vol, va poder obrir una sortida d'emergència i la majoria dels passatgers van fugir; 20 persones van perdre la vida, inclosa Neerja Bhanot, i 120 més van resultar ferides. El març de 2004, The Times of India escriu que Líbia estava darrere del segrest.

### Ciutat de Poros
L'11 de juliol de 1988, un pistoler va llançar explosius i va disparar turistes a bord de la ciutat de Poros que navegava entre les illes gregues i Atenes. Aquest atac va provocar 9 morts i desenes de ferits. El mateix dia, un cotxe va explotar, presumiblement accidentalment com a conseqüència d'una mala manipulació per part dels terroristes, en un moll desert del Pireu. Els tres autors de l'atac, membres del Consell Revolucionari de Fatah (CR), conegut com el grup Abu-Nidal, van ser condemnats en absència pels tribunals francesos el dia11 de març de 2012

### Relacions amb Muammar Gaddafi

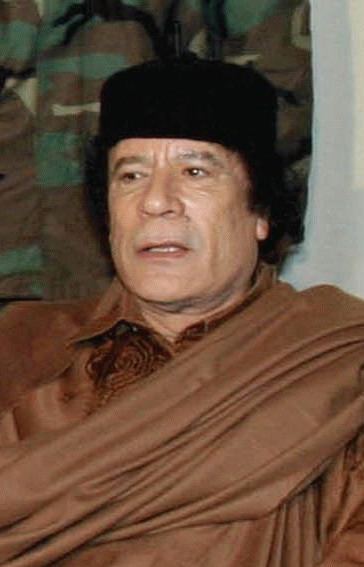
Moammar al-Gaddafi.

Abu Nidal va començar a traslladar la seva organització de Síria a Líbia l'estiu de 1986 i hi va anar el març de 1987. El juny d'aquell any, el govern sirià el va expulsar, en part a causa de l'afer Hindawi i el segrest del vol 73 de Pan Am.
Abu Nidal i el líder libi Muammar Gaddafi es van convertir en grans amics, amb el que Marie Colvin i Sonya Murad van anomenar "combinació explosiva de complex d'inferioritat i creença en un gran destí". La relació proporciona a Abu Nidal un patrocinador i a Muammar Gaddafi un mercenari Patrick Seale considera que l'experiència líbia ha accentuat el pitjor a Abu Nidal. Ni tan sols va permetre que els més alts dirigents de la seva organització arribessin a la data; va exigir ser informat de totes les seves reunions. Li havien de tornar tots els passaports. Ningú podia viatjar sense el seu permís. Els membres bàsics no podien tenir telèfon; els líders només podien fer trucades locals. Els membres de l'organització no sabien res de la seva vida quotidiana, ni tan sols on vivia. Si volia rebre, s'imposava a la casa d'un altre membre (p. 258-260)
Segons Abu Bakr, en una entrevista de 2002 a Al Hayat, Abu Nidal va afirmar que estava darrere de l'abattage del vol 103 de Pan Am que va explotar sobre Lockerbie a Escòcia el 21 de desembre de 1988; un antic director de seguretat de Lybian Airlines (aleshores Libyan Arab Airlines) va ser declarat culpable més tard. Segons Patrick Seale, Abou Nidal va dir sobre Lockerbie: "En part estem implicats en aquest cas, però si algú ho menciona, el mataré amb les meves pròpies mans!". Patrick Seale afegeix que l'Organització Abu Nidal no semblava participar-hi; li va dir un dels col·laboradors d'Abu Nidal: "Si un soldat nord-americà ensopegués a qualsevol part del món, Abu Nidal reclamaria immediatament la seva responsabilitat.

### Relacions bancàries amb BCCI
A finals de la dècada de 1980, el servei secret britànic es va assabentar que l'Organització Abu Nidal tenia comptes oberts al Bank of Credit and Commerce International (BCCI) de Londres. El BCCI va ser tancatj el juliol de 1991 pels reguladors bancaris de sis països després de proves de frau generalitzat. S'havia dit que el mateix Abu Nidal havia viatjat a Londres amb el nom de Shakar Farhan; un director de l'agència BCCI, que va transmetre la informació dels comptes de l'Organització Abou Nidal al MI5, l'hauria fet visitar diverses agències de Londres sense sospitar de qui es tractava. Abu Nidal va utilitzar una empresa anomenada "SAS Comerç i Inversions Internacionals a Varsòvia com a coberta per al tràfic d'armes. Entre les transaccions de l'empresa, cal esmentar la compra d'armes antidisturbis, òbviament per a Síria, després, quan els britànics van rebutjar l'autorització d'exportació a Síria, per a un estat africà.; en realitat, la meitat de l'enviament va arribar a la policia a Alemanya de l'Est i l'altra meitat a Abu Nidal.

### Assassinat d'Abu Iyad
El 14 de gener de 1991 a Tunis, la nit abans de la intervenció de les forces nord-americanes i de la coalició a Kuwait, l'Organització Abu Nidal va assassinar Abu Iyad, cap dels serveis secrets de l'OLP, així com Abu Al-Hol, cap de seguretat de Fatah, i Fakhri al-Umari, un altre col·laborador de Fatah; als tres homes els van disparar a casa d'Abu Iyad. L'assassí, Hamza Abou Zaïd, va confessar que un agent de l'Organització Abu Nidal li havia encarregat aquesta missió. Quan va disparar a Abu Iyad, va cridar: "Deixa que 'Atif Abu Bakr vingui a ajudar-te ara! una al·lusió al líder de l'Organització Abu Nidal que havia abandonat el grup el 1989 i de qui Abu Nidal sospitava que era un espia a sou d'Abu Iyad que s'havia infiltrat a l'organització. Abu Iyad sabia que Abu Nidal albergava odi contra ell, en part perquè havia mantingut Abu Nidal lluny de l'OLP. Però la veritable raó d'aquest odi, com va dir Abu Iyad a Patrick Seale, era que Abu Nidal havia estat el seu protegit en els seus primers dies en el moviment. Per la seva personalitat, Abou Nidal no hauria pogut reconèixer aquest deute. Patrick Seale escriu que l'assassinat" s'ha de considerar com un saldo de qualsevol compte.

## Defunció
Abu Nidal va morir el 16 d'agost de 2002 a causa de diversos trets realitzats en "circumstàncies misterioses", segons va informar una font palestina, ja que el cos mostrava tres impactes de bala, quan en un principi s'havia apuntat al suïcidi com a causa de la mort.